# Byloteiland
Byloteiland (Engels: Bylot Island) is een van de Canadese Arctische Eilanden. Het ligt in de regio Qikiqtaaluk in het territorium Nunavut en is onbewoond.

## Geschiedenis
In de 17e eeuw werd het eiland ontdekt door de ontdekkingsreizigers William Baffin en Robert Bylot.

## Geografie
Het eiland heeft een oppervlakte van 11.067 km². Het is daarmee het grootste eiland van de honderden eilanden in de Baffinbaai voor de kust van Baffineiland, gevolgd door Qikiqtaaluk. Het bergachtige eiland maakt deel uit van de Arctische Cordillera.

## Natuur
Het overgrote deel van het eiland is onderdeel van het nationale park  Sirmilik. Er leven grote kolonies dikbekzeekoeten, drieteenmeeuwen en sneeuwganzen.
Het volledige eiland is tezamen met haar kustwateren erkend als een trekvogelreservaat.